# Allan Dean
Allan Dean (Stati Uniti, 29 aprile 1938) è un trombettista e docente statunitense che ha trascorso gran parte della sua carriera lavorando come strumentista di musica da camera negli Stati Uniti.

## Biografia
La carriera di Mr. Dean è particolarmente ben affermata nella scena musicale di New York, principalmente per la sua lunga collaborazione con il New York Brass Quintet. Quando era a New York era un prolifico trombettista commerciale, che registrava Jingle per qualsiasi cosa, dall'ABC Nightly News alle Olimpiadi. È anche membro fondatore del Summit Brass e attualmente suona con il Saint Louis Brass Quintet. I suoi arrangiamenti sono spesso presenti nelle registrazioni con questi gruppi.
Dean è stato anche coinvolto nella rinascita degli strumenti d'epoca negli anni '60 e '70 negli Stati Uniti. Fu uno dei primi trombettisti americani a padroneggiare la tromba naturale e la cornetta. È stato socio fondatore della Calliope (Renaissance Band), il rivoluzionario gruppo di strumenti d'epoca che non è più attivo.
Il signor Dean ha insegnato presso la Eastman School of Music, l'Indiana University e la North Carolina School of the Arts. Attualmente insegna alla Yale School of Music di New Haven, nel Connecticut ed è in facoltà al Norfolk Chamber Music Festival di Norfolk, nel Connecticut.

## Discografia parziale
- American Brass Quintet, A Storm in the Land; Music of the 26th N.C. Regimental Band
- American Brass Quintet, Cheer Boys, Cheer! Music of the 26th N.C. Regimental Band
- Contemporary Chamber Ensemble, Spectrum
- Contemporary Chamber Ensemble, Weill/Milhaud
- New York Cornet and Sacbut Ensemble, Alleluia
- New York Cornet and Sacbut Ensemble, When Heaven Came to Earth; German Brass Music from the Baroque
- Anthony Plog, Colors for Brass
- Bobby Shew/Allen Vizzutti/Vincent DiMartino, Trumpet Summit
- David Taylor, Rzewski, Liebman, Ewazen, Dlugoszewski

### Con Calliope
- P. D. Q. Bach, Classical WTWP Talkity-Talk Radio (1991)
- Calliope, Diversions (1994)
- Calliope, Dances - A Renaissance Revel (1992)
- Calliope, Calliope Swings (1999)
- Calliope, Bestiary, A Music Theater Piece for Renaissance Ensemble

### Col New York Brass Quintet
- New York Brass Quintet, Bach and Before
- New York Brass Quintet, 50 Years

### Col Saint Louis Brass Quintet
- Daniel Perantoni, Daniel in the Lion's Den (1994)
- Saint Louis Brass Quintet, Fascinating Rhythms (2007)
- Saint Louis Brass Quintet, Baroque Brass
- Saint Louis Brass Quintet, Colors for Brass
- Saint Louis Brass Quintet, Pops
- Saint Louis Brass Quintet, Renaissance Faire

### Col Summit Brass
- Paul Hindemith, Complete Brass Works (1995)
- Summit Brass, American Tribute
- Summit Brasas, Delights
- Summit Brass, Paving the Way
- Summit Brass, Spirits of Fire
- Summit Brass, Summit Brass Live
- Summit Brass, A Summit Brass Night
- Summit Brass, Toccata & Fugue